# 南大隅町立神山小学校
南大隅町立神山小学校（みなみおおすみちょうりつ かみやましょうがっこう）は、鹿児島県南大隅町根占川北にある町立小学校である。

## 概要
- 校訓は、「自ら進んで勉強する子供、礼儀正しく思いやりのある子供、元気でたくましくやりぬく子供」
- 教育目標は、「麗しい教育環境の中で、自ら学び、心豊かでたくましく生きる神山の子の育成」

## 沿革
- 1873年（明治6年） - 鹿児島県第62郷校が神山小学校と改称。
- 2004年（平成16年） - 新校舎完成。